# Долгополов, Валерий Тимофеевич
Валерий Тимофеевич Долгополов (17 августа 1943 — 17 января 2022) — советский и российский физик, специалист в области низкотемпературной физики твёрдого тела, член-корреспондент РАН (2019).

## Биография
Родился 17 августа 1943 года.
В 1971 году защитил кандидатскую диссертацию, тема: «Исследование некоторых особенностей взаимодействия электронов с колебаниями решётки в висмуте и сурьме».
В 1979 году защитил докторскую диссертацию, тема: «Нелинейные свойства металлов в радиочастотном диапазоне».
С 2015 года — главный редактор журнала «Письма в Журнал экспериментальной и теоретической физики».
В 2019 году избран член-корреспондентом РАН.
Ранее — заведующий лабораторией квантового транспорта Института физики твёрдого тела РАН, в последнее время — главный научный сотрудник.
Заслуженный профессор МФТИ.
Скончался 17 января 2022 года. Похоронен на кладбище села Макарово городского округа Черноголовка Московской области (сектор 2).

## Научная деятельность
Специалист в области низкотемпературной физики твёрдого тела. Основное направление деятельности — исследование низкотемпературных электронных транспортных свойств твёрдых тел.
Обнаружил новый механизм электромагнитного возбуждения звука в нормальных металлах.
Исследовал нелинейное преобразование электромагнитных волн в нормальных металлах и сверхпроводниках. Открыл токовые состояния, проявляющиеся в спонтанном появлении постоянного магнитного момента в образцах, облучаемых электромагнитными волнами радиочастотного диапазона.
Выполнил прямое экспериментальное доказательство существования бездиссипативного протекания по делокализованным состояниям под уровнем Ферми как в целочисленном, так и в дробном квантовом эффекте Холла с помощью экспериментальной реализации «мысленного» опыта Лафлина.
Под его руководством защищено 4 докторские и 9 кандидатские диссертации.

## Награды
- Премия имени А. фон Гумбольда (2001)